# Tigernmas
Tigernmas (anche Tigernmais, Tigernmus, Tighearnmhas ecc.) (fl. XVII-XII secolo a.C.) figlio di Follach, figlio di Ethriel, un discendente di Érimón, fu, secondo le leggende e la tradizione storica medievali irlandesi, un antico re supremo d'Irlanda.
Il Lebor Gabála Érenn sincronizza il suo regno con le morti di Sansone in Israele e re Fleutio, d'Assiria. Goffredo Keating data il suo regno dal 1239 al 1209 a.C., mentre gli Annali dei Quattro Maestri dal 1651 al 1621 a.C..
Secondo il Lebor Gabála Érenn divenne re dopo aver sconfitto re Conmáel nella battaglia di Óenach Macha ed entro un anno dalla sua salita al trono aveva vinto 27 battaglie contro i discendenti di Éber Finn, distruggendo quasi del tutto la linea di discendenza di Eber. Dopo 77 anni di regno, lui e tre quarti degli uomini d'Irlanda morirono a Magh Slécht mentre veneravano Crom Cruach, divinità crudele propiziata con sacrifici umani Secondo gli Annali dei Quattro Maestri, l'Irlanda fu senza re supremo per sette anni dopo la sua morte, cioè fino alla presa del potere da parte di Eochaid Étgudach.
Il Lebor Gabála sincronizza il suo regno con le morti di Tinea e Decila, sovrani di Assiria, e con i regni di Davide e Salomone in Israele, mentre i Laud Synchronisms con i re giudei Asa e Giosafat e con quello assiro Pertiade. Gli Annali dei Quattro Maestri datano il suo regno al 1621-1544 a.C., Goffredo Keating al 1209-1159 a.C..